# جاي بيرنستاين
جاي بيرنستاين (بالإنجليزية: Jay Bernstein)‏ هو شخصية أعمال ومنتج أفلام أمريكي، ولد في 7 يونيو 1937 في أوكلاهوما سيتي في الولايات المتحدة، وتوفي في 30 أبريل 2006 في لوس أنجلوس في الولايات المتحدة بسبب سكتة.

## وصلات خارجية
- جاي بيرنستاين على موقع IMDb (الإنجليزية)
- جاي بيرنستاين على موقع قاعدة بيانات الفيلم (الإنجليزية)